# Mesoclistus atuberculatus
Mesoclistus atuberculatus là một loài tò vò trong họ Ichneumonidae.